# Simon Sudbury
Simon Theobald, o Simon of Sudbury (Sudbury, ... – Londra, 14 giugno 1381), è stato un arcivescovo cattolico inglese.

## Biografia
Egli nacque a Sudbury nel Suffolk, studiò all'Università di Parigi e divenne uno dei cappellani di papa Innocenzo VI, che lo incaricò di una missione presso il re Edoardo III d'Inghilterra nel 1356. Nell'ottobre 1361 il papa lo nominò vescovo di Londra e venne consacrato il 20 marzo 1362. Egli fu subito al servizio del re nelle vesti di ambasciatore ed in altri ruoli.
Nel 1375 succedette a William Whittlesey come arcivescovo di Canterbury e durante il resto della sua vita fu un seguace di Giovanni Plantageneto, I duca di Lancaster. Nel luglio del 1377 incoronò Riccardo II, e nel 1378 ebbe a giudicare l'operato di John Wyclif, ma egli prese dei provvedimenti soltanto dietro forti pressioni e non per sua convinzione.
Nel gennaio 1380 Sudbury divenne Lord cancelliere d'Inghilterra e i contadini che parteciparono alla rivolta del 1381 lo considerarono come uno dei maggiori responsabili dei loro guai. Liberato John Ball dalla prigione di Maidstone, i rivoltosi del Kent attaccarono e danneggiarono le proprietà dell'arcivescovo a Canterbury e a Lambeth, irrompendo poi nella Torre di Londra e arrestando l'arcivescovo. Egli era così malvisto anche dalle guardie, che queste aprirono spontaneamente le porte del castello, facendo entrare gli insorti.
Sudbury venne portato a Tower Hill e il 14 giugno 1381 venne decapitato. Il suo corpo venne poi tumulato nella Cattedrale di Canterbury, mentre la sua testa, recuperata dal London Bridge, è ancora oggi custodita nella chiesa di St Gregory a Sudbury nel Suffolk.

## Genealogia episcopale e successione apostolica
La genealogia episcopale è:
- Cardinale Vital du Four
- Arcivescovo John de Stratford
- Vescovo William Edington
- Arcivescovo Simon Sudbury

La successione apostolica è:
- Vescovo Thomas Brentingham (1370)
- Vescovo Ralph Erghum (1375)
- Vescovo William Spridlington (1376)